# Partit per la Justícia i el Desenvolupament
El Partit per la Justícia i el Desenvolupament (somali: Ururka Caddaalada iyo Daryeelka, UCID) és un dels tres partits polítics reconeguts per la constitució de la República de Somalilàndia.
A les eleccions presidencials del 14 d'abril de 2003 el seu candidat Faysal Ali Warabe va obtenir el 15,8% dels vots. En les eleccions parlamentàries de 29 de setembre del 2005 va obtenir el 26,9% i 21 dels 82 escons. A les eleccions presidencials de 2021 el seu candidat Faysal Ali Warabe va obtenir el 4,17% dels vots. En les eleccions parlamentàries de 2021 va obtenir el 25,85% i 21 dels 82 escons.